# Guerinia grisea
Guerinia grisea är en tvåvingeart som beskrevs av Robineau-desvoidy 1863. Guerinia grisea ingår i släktet Guerinia och familjen parasitflugor.
Artens utbredningsområde är Frankrike. Inga underarter finns listade i Catalogue of Life.